# Aguinane
Aguinane (en árabe اكينان, Agīnān ; en amazig ⴰⴳⵉⵍⴰⵍ ) es una comuna rural de la provincia de Tata, en la región de Sus-Masa, en Marruecos . Según el censo de 2014, tenía una población total de 2.801 personas.